# Guida difensiva

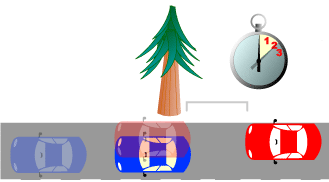
La regola dei due secondi indica a un guidatore difensivo la minima distanza per evitare collisioni in condizioni ideali di guida. Il guidatore della macchina rossa sceglie come indicatore un albero per poter conoscere quale sia il tampone/tempo di sicurezza dei due secondi.

La guida difensiva è una forma di allenamento per guidatori di veicoli a motore.

## Caratteristiche
Lo standard per la sicurezza stradale ANSI/ASSE Z15.1 definisce "guida difensiva" come "guidare in modo da salvare vite, tempo e denaro nonostante le condizioni attorno a te e le azioni degli altri".
La guida difensiva, detta anche "guida anticipante", è una forma di allenamento per guidatori di veicoli a motore che va oltre la padronanza delle regole della strada e dei meccanismi di base della guida sicura. Il suo obiettivo è di ridurre gli incidenti stradali anticipando situazioni pericolose, prevenendo situazioni avverse potenzialmente pericolose oppure gli errori degli altri conducenti o pedoni. Lo si può raggiungere attraverso la messa in atto di una serie di regole generali, così come con la pratica di specifiche tecniche di guida.